# La Kermesse Franco-Americaine Festival
 (octobre 2023).
Le contenu est difficilement compréhensible vu les erreurs de traduction, qui sont peut-être dues à l'utilisation d'un logiciel de traduction automatique.
 (octobre 2023).
La Kermesse Franco-Americaine Festival (La Kermesse Franco-Americaine Festival) est un festival organisé à Biddeford, dans l'État du Maine, qui célèbre le patrimoine français et canadien-français de l'État. Il est familièrement abrégé en « La Kermesse » (The Fair). La Kermesse a débuté en 1982 avec la devise "C'est Le Temps" (It is the time).

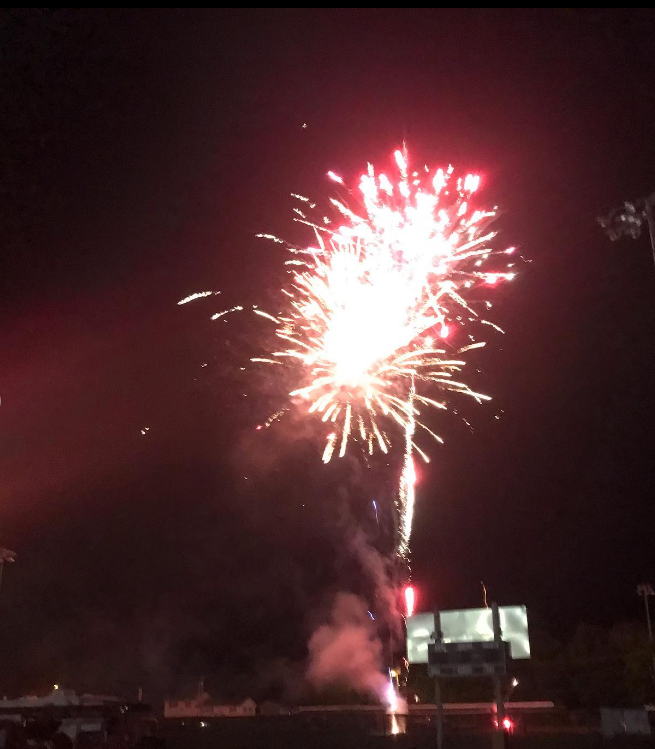
Feux d'artifice de La Kermesse 2018

## Histoire
Fondée en 1982, La Kermesse est une célébration de la culture canadienne-française dans le Maine avec de la musique live, des jeux et des divertissements,. En 1997, le Festival s'est transformé pour inclure tous les groupes de la ville. Tout au long de son histoire, le festival a utilisé une grenouille verte comme mascotte et des badges pour confirmer l'entrée. Ces boutons sont changés chaque année et les gens les collectionnent et les échangent. Les feux d'artifice sont également un élément grande et important du festival. Après avoir été reportée en 2020 à cause du COVID-19, La Kermesse est revenue en 2022.

## Luttes
En 2009 et 2010, le Festival a été confronté à d'importantes difficultés financières et a failli fermer ses portes. Après que le festival ait survécu à ces temps difficiles, la pandémie de COVID-19 a entraîné le report du festival en 2020 et 2021.